# Retaria
Retaria é um clado de cromistas unicelulares marinhos do supergrupo Rhizaria. São heterótrofos e caracterizam-se por ser ameboides e apresentar intrincados esqueletos ou conchas, que ao morrer se depositam no fundo marinho, dando lugar microfósseis. Compreende três grupos: Acantharea, Polycystinea (estes dois conhecidos como radiolarios) e Foraminifera. Os acantarios desenvolvem um esqueleto de celestina (sulfato de estrôncio), enquanto nas policistinas o esqueleto está construído a partir de sólidos elementos de sílice opalino. Por sua vez, os foraminiferas desenvolvem conchas perfuradas construídas a base de material calcário (calcita ou menos frequentemente aragonito). O célula ameboide emite numerosas projeções protoplasmáticas, que nos radiolarios estão constituídas por axopodios, enquanto nas foraminiferas são reticulopodios.

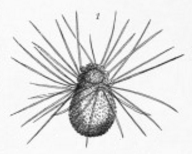
Axopodios em um radiolario
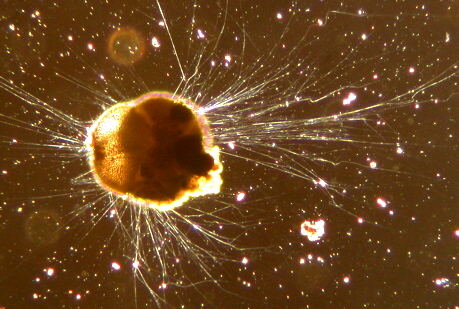
Reticulopodios en um foraminífero

## Cladograma
Foraminíferos e radiolarios fazem parte do clado Retaria, que junto aos cercozoos formam o supergrupo Rhizaria. Radiolaria é parafiléticoː
|  | Polycystinea                                                |
|  |                                                             |
|  | \| \| Acantharea \| \| \| \| \| \| Foraminifera \| \| \| \| |
|  |                                                             |
|  | Acantharea                                                  |
|  |                                                             |
|  | Foraminifera                                                |
|  |                                                             |

|  | Acantharea   |
|  |              |
|  | Foraminifera |
|  |              |

|  | Polycystinea                                                |
|  |                                                             |
|  | \| \| Acantharea \| \| \| \| \| \| Foraminifera \| \| \| \| |
|  |                                                             |
|  | Acantharea                                                  |
|  |                                                             |
|  | Foraminifera                                                |
|  |                                                             |

|  | Acantharea   |
|  |              |
|  | Foraminifera |
|  |              |